# Boulton a Watt
Boulton & Watt byla britská strojírenská firma se zaměřením na výrobu stacionárních a jiných parních strojů. Společnost byla založena u Birminghamu v roce 1775 novými obchodními společníky Matthewem Boultonem a skotský inženýr Jamesem Wattem. V 19. století byla firma významným výrobcem parních strojů a hrála nemalou roli v průmyslové revoluci.

## Partnerství v oblasti motorů
Firma byla založena v roce 1775 za účelem využití Wattova patentu na parní stroj s odděleným kondenzátorem. Tento vynález dělal parní stroje mnohem efektivnější než Newcomenovy parní stroje. Podnik byl založen v Soho Manufactory poblíž Boultonova Soho House na jižním okraji tehdejšího hrabství Handsworth. Většina komponentů pro jejich motory však vyráběly jiné firmy, například parní válce vyráběla firma Johna Wilkinsona.
V roce 1795 si začali parní stroje vyrábět sami ve své slévarně Soho poblíž Birminghamu. V roce 1800 bylo partnerství bylo předáno jejich dvěma nejstarším synům. V roce 1810 se partnerem firmy stal William Murdoch, který ve firmě zůstal dvacet let. Firma fungovala více než 120 let, i když v roce 1849 byla přejmenována na „James Watt & Co.“. Parní stroje vyráběla i v roce 1895, v tomto roce však byla prodána společnosti W & T Avery.